# Peso meio-médio
Peso meio-médio (Welterweight, em inglês) é uma categoria de peso usada em esportes de combate, como o boxe, Muay Thai, Taekwondo e artes marciais mistas; é uma categoria intermediária entre o peso-leve e o peso-médio (que é mais pesado).
No boxe o peso de um pugilista meio-médio é superior a 63,5 kg (140 libras), e menos de 67 kg (147 lb).